# Mystery House
Mystery House är ett datorspel från 1980 som lanserades till datorn Apple II av Roberta och Ken Williams. Spelet saknade ljud, färg och animation, men var det första äventyrsspelet någonsin som innehöll grafik, vilket skulle revolutionera äventyrsgenren. Detta faktum gjorde att GamePro utnämnde spelet till det 51:e viktigaste spelet någonsin, 27 år efter att det släppts. Mystery House var det första spelet från On-Line Systems (senare känt som Sierra Entertainment).
Spelet utvecklades under 1979, och grafiken bestod av 70 enkla 2D-teckningar ritade av Roberta Williams. Innan Mystery House släppts var alla äventyrsspel rent textbaserade.